# 初古菌門
初古菌門（学名：Korarchaeota），名称来自希腊语中的名词“koros”或“kore”，意思是“年轻男子”或“年轻女子”，以及“古老的”“archaios”，中文译为“初古菌”。初古菌門是通過16S rRNA序列區分開的一類古菌，來源於美國黃石公園超熱環境中的樣品。通過熒光原位雜交能夠確認它們的存在。但目前還沒有能夠成功培養的樣品，與其他生物的關係也尚未確定。它們有可能並不是一個獨立的類群，而是16S rRNA發生了某些快速或特殊突變的種類。

## 生态环境

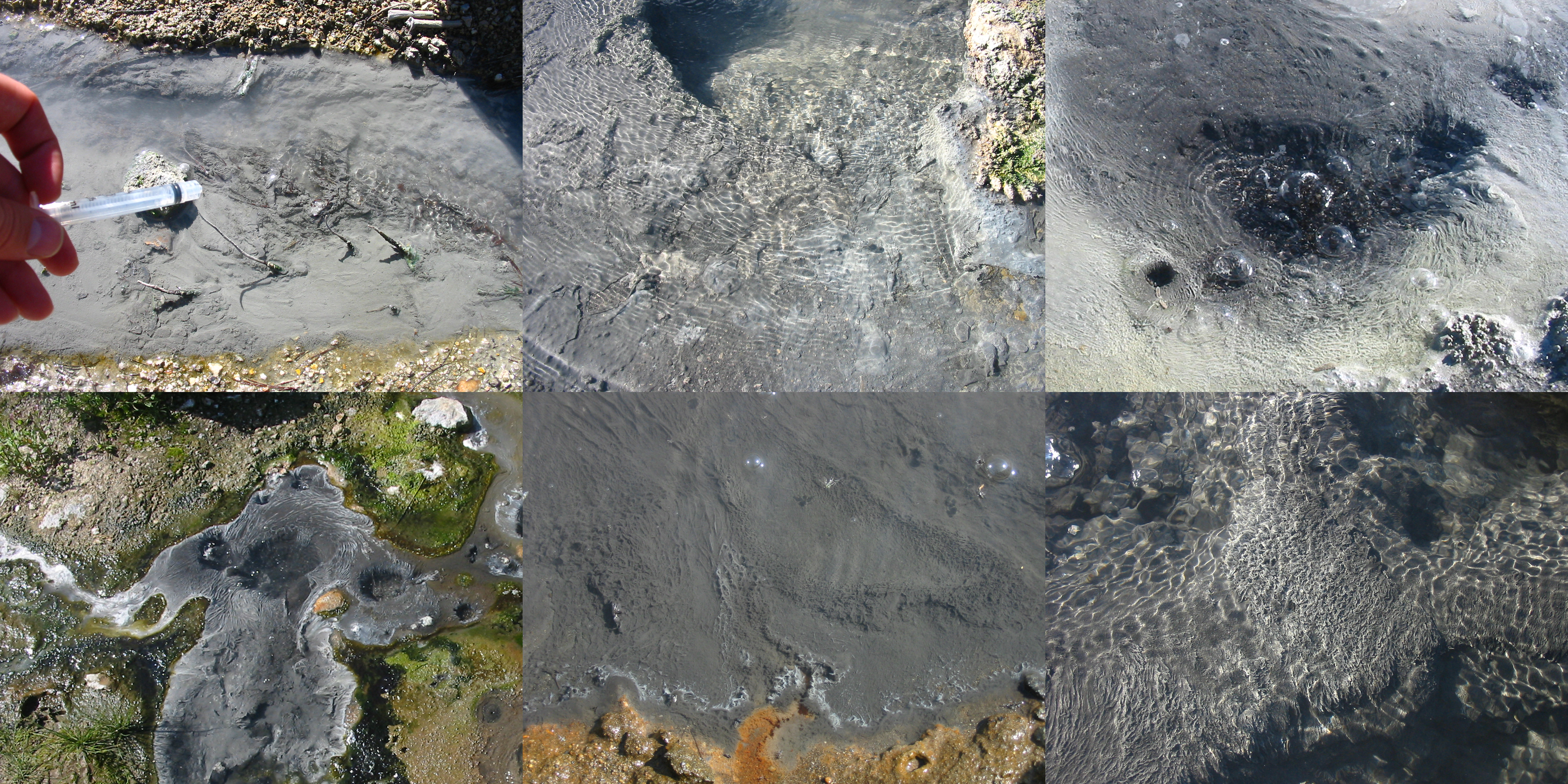
发现含有初古菌的堪察加半岛的六个温泉（从左上角开始顺时针依次是：Uzon4, Uzon7, Uzon8, Uzon9, Mut11, Mut13）